# Христос и женщина, уличённая в прелюбодеянии (картина)
Христос и женщина, уличённая в прелюбодеянии — картина Питера Брейгеля (Старшего), написана в 1565 году. Работа была выполнена в период проживания в Брюсселе. На данный момент хранится в Галерее Курто, Лондон.

## История создания
Картина относится к периоду так называемых «предсмертных картин», которые характеризовались сумеречной, монохромной палитрой (пепельные тона красок). Питер Брейгель (Старший), в свойственной ему манере, передает библейский сюжет в атипичной манере. Центральная фигура картины — это женщина, обвиняемая в блуде, которая стоит прямо и возвышается как над своими обвинителями, так и над Иисусом. Иисус изображен склонившимся над землей и пишущий на песке фразу на голландском языке: «кто из вас без греха, первый брось на нее камень» (нидерл. "Die sonder sonde is, die w…"). Показательным является то, что художник изобразил лишь один камень, чего было недостаточно для осуществления наказания. Этим лишь подчеркивалась абсурдность действия со стороны фарисеев и книжников.
Питер Брейгель (Старший) передал эту картину по наследству своему сыну — Яну Брейгелю (Старшему), который, в свою очередь, завещал ее архиепископу Миланскому Федерико Борромео. К слову, архиепископ заказал копию данной картины и вернул оригинал обратно семье художника.
Картина была похищена 2 февраля 1982 года из Галереи Курто и возвращена обратно только спустя 10 лет, в 1992 году. После преступления, эксперты оценили ущерб от кражи картины в 1 миллион долларов.

## Сюжет картины
Сюжет картины отображает эпизод новозаветной истории, содержащейся в Евангелии от Иоанна (Ин. 8:2-11). Женщина, уличенная в прелюбодеянии, была осуждена на казнь — побитие камнями. Иисус проповедовал у храма и в этот момент фарисеи и книжники привели к нему эту женщину. Они обратились к Иисусу с просьбой растолковать, как им поступить с ней, ведь в законах от Моисея подобные действия полагалось наказывать побитием камнями. Этим действием они пытались заманить Иисуса в логическую ловушку, поскольку любой его ответ имел бы негативные последствия. Отпустить женщину, означало бы несоблюдение законов Моисея. Предать ее казни — пойти против римского императора. Спор был разрешен произнесенной фразой: «кто из вас без греха, первый брось на нее камень». Фарисеи и книжники начали расходиться и в итоге один Иисус, сидящий на земле и рисующий знаки, остался наедине с женщиной.